# Tia Jones
Tia Jones (Vestal, 8 settembre 2000) è un'ostacolista statunitense.

## Biografia
Nella semifinale dei 60 metri ostacoli dei campionati statunitensi pareggia il record mondiale della bahamense Devynne Charlton con il tempo di 7"67.

## Record nazionali
Seniores
- 60 metri ostacoli indoor: 7"67 ( Albuquerque, 16 febbraio 2024)

## Palmarès
| Anno | Manifestazione              | Sede      | Evento            | Risultato | Prestazione | Note                                             |
| ---- | --------------------------- | --------- | ----------------- | --------- | ----------- | ------------------------------------------------ |
| 2016 | Mondiali U20                | Bydgoszcz | 100 m hs          | Bronzo    | 12"84       |                                                  |
| 2016 | Mondiali U20                | Bydgoszcz | Staffetta 4x100 m | Oro       | 43"69       | Miglior prestazione mondiale stagionale under 20 |
| 2017 | Campionati panamericani U20 | Trujillo  | 100 metri hs      | Oro       | 13"01       |                                                  |
| 2018 | Mondiali U20                | Tampere   | 100 m hs          | Oro       | 13"01       | [ 2 ]                                            |

## Campionati nazionali
2024
- Oro ai campionati statunitensi indoor (Albuquerque), 60 metri hs - 6"67 =